# Укерниця
Укерниця (пол. Ukiernica, нім. Ückerhof) — село в Польщі, у гміні Пшелевиці Пижицького повіту Західнопоморського воєводства.
Населення — 76 осіб (2011).
У 1975-1998 роках село належало до Щецинського воєводства.

## Демографія
Демографічна структура станом на 31 березня 2011 року:
|          | Загалом | Допрацездатний вік | Працездатний вік | Постпрацездатний вік |
| -------- | ------- | ------------------ | ---------------- | -------------------- |
| Чоловіки | 38      | 4                  | 33               | 1                    |
| Жінки    | 38      | 10                 | 24               | 4                    |
| Разом    | 76      | 14                 | 57               | 5                    |